# Reiman Zoltán
Reiman Zoltán (Miskolc, 1980. augusztus 4.–) amatőr magyar helytörténész, blogger, a Szemelvények Miskolc város történelméből című blog szerkesztője.
A Miskolci Tükörkép Közéleti Egyesület alelnöke, 2018-ban Miskolc városának művészeti és tudományos ösztöndíját nyerte el.
Az első két könyve séta- és túrakönyv volt, melyek Miskolc a Várad, az Életed! és Miskolc mindig várni fog címmel jelentek meg.
Harmadik könyve, a 100 történelmi érdekesség Miskolcról 2020 decemberében jelent meg, amely szintén nagy sikert aratott a miskolciak körében. Negyedik könyvét, ami a Különleges történetek Miskolc múltjából címet viseli, 2021 decemberében mutatta be, Veres Pál, Miskolc polgármestere társaságában.
Reiman Zoltán 2022 májusában egy mesekönyv formájában a legfiatalabb korosztályt is megcélozta, A miskolci sárkány legendája című kiadvánnyal, míg decemberben a Bűntények, legendák, izgalmas történetek... Miskolcon címmel jelent meg az új könyve.
2023-ban újabb két könyvvel, Szél Misi: A siker lépcsője (társszerző és kiadó), és Ha a fák mesélni tudnának... - időutazás a Népkertben bővült a munkássága.
2024-ben a miskolciak körében nagy sikert aratott 100 történelmi érdekesség Miskolcról című könyvének második része jelent meg, Újabb 100 történelmi érdekesség Miskolcról címmel.

## Élete
Reiman Zoltán apai ágon porosz és lengyel felmenőkkel is rendelkezik. A dédapja Felső-Sziléziából került Kassa környékére. Anyai ágon a Felvidéken és Miskolcon éltek az ősei.
Reiman 2011-ig a Martinkertvárosban élt, jelenleg a Belvárosban. A Kandó Kálmán Szakközépiskolában és a Szemere Bertalan Szakközépiskolában végzett. A történelem és az olvasás utáni rajongása az iskoláinak befejezése után kezdődött, rengeteget olvasott az elmúlt húsz évben a magyar történelemről. Először a Dobrossy István által szerkesztett Miskolc története könyvsorozattal kezdte az ismerkedést Miskolc helytörténetével. Ezután fogott neki a kutatásnak, először csak a saját kedvére, aztán látta, hogy ez másokat is érdekel. Több mint kétmillió kattintást élt meg a blogja, cikkei rendszeresen jelennek meg az Index felületén, ezért mondhatjuk, hogy országosan olvasott. 2018-ra elnyerte Miskolc város művészeti és tudományos ösztöndíját.
Első két könyve városrészenként mutatja be Miskolc nevezetességeit, és elevenít fel érdekes epizódokat a város múltjából. Mindkét könyv egy-egy dalból kapta a címét, a  Miskolc, a várad, az életed! (2018) a Bíborszél Miskolc című számából, a Miskolc mindig várni fog (2019) pedig a P. Mobil Miskolcából. A könyveket egyedi módon nem könyvesboltokban, hanem főként vendéglátóhelyeken lehetett megvenni, köztük a Pizza, kávé, világbéke étteremben vagy a pisztrángtelepi vendéglőben.
Az ő ötlete alapján hozták létre az alsóhámori Trianon-emlékhelyet, illetve a Weidlich-palota Fekete kutya cégérének egy hiteles másolata is az ő és egyesülete kezdeményezésére került haza (az eredetije Budapesten a Kereskedelmi és Vendéglátóipari Múzeumban található). Egyesületével megalapították a Weidlich Pál Kereskedelmi és Nívódíjat, melyet május 11-én adtak át. Több helytörténeti előadássorozatot tartott.
Jelenleg havonta körülbelül negyedmillió emberhez jutnak el az írásai különböző oldalakon, újságokban. (miskolciszemelvenyek.blog.hu, Észak Magyarország napilap, Borsod Online, Gólöröm (a DVTK kiadványa hazai mérkőzések előtt), dvtk.eu, Miskolc utcáin és a Történelem az élet tanítómestere oldalakon)
Miskolcról ír, elsősorban miskolciaknak.
Helytörténeti könyvei többezer példányban fogytak el, és eljutottak a világ minden pontjára. Elsősorban azt szeretné, ha a miskolciakban erősödne a lokálpatriotizmus, és minden itt élő igazán magáénak érezné ezt a gyönyörű várost.
Miskolc múltjának kitűnő ismerője, aki nagyon szereti szülővárosát. Nős, három gyermek édesapja.

## Művei
- Miskolc a várad, az életed! Rejtélyek, legendák, történetek; 2. jav. kiad.; szerzői, Miskolc, 2018
- Miskolc mindig várni fog!; szerzői, Miskolci Tükörkép Közéleti Egyesület, Miskolc, 2019
- A Weidlich-palota és a fekete kutya; Miskolci Tükörkép Közéleti Egyesület, Miskolc, 2020 (Épített örökségeink nyomában)
- 100 történelmi érdekesség Miskolcról; szerzői, Miskolci Tükörkép Közéleti Egyesület, 2020
- Vörösmarty városrészi kalauz I. – A Vörösmarty lakótelep és a Selyemrét története; Célpont Közösségi Tér, 2021
- Vörösmarty városrészi kalauz II. – Hírességek és nevezetességek, Célpont Közösségi Tér, 2021
- Különleges történetek Miskolc múltjából; szerzői, Miskolci Tükörkép Közéleti Egyesület, 2021
- A miskolci sárkány legendája; szerzői, Miskolci Tükörkép Közéleti Egyesület, 2022
- Bűntények, legendák, izgalmas történetek... Miskolcon; szerzői, Miskolci Tükörkép Közéleti Egyesület, 2022
- Szél Misi: A siker lépcsője; társszerző, kiadó, 2023
- Ha a fák mesélni tudnának... - időutazás a Népkertben; Fux Zrt., 2023
- Újabb 100 történelmi érdekesség Miskolcról ; szerzői, Miskolci Tükörkép Közéleti Egyesület, 2024

## Könyvei online
- Miskolc a várad, az életed! – mek.oszk.hu
- Miskolc mindig várni fog! – mek.oszk.hu